# Gandja
Gandja (în azeră: Gəncə) este al doilea cel mai mare oraș din Azerbaidjan, având o populație de 331.400 de oameni.